# Doramectin
Doramectin (Dectomax) là một loại thuốc thú y bằng cách phê duyệt Food and Drug Administration (FDA) để điều trị bệnh ký sinh trùng đường tiêu hóa như giun đũa, lungworms, eyeworms, ấu trùng, hút chấy và ghẻ mạt ở gia súc.
Nó được sử dụng để điều trị và kiểm soát ký sinh trùng nội (tuyến trùng đường tiêu hóa và phổi), ve và mange (và các bệnh ngoài tử cung khác). Doramectin là một dẫn xuất của ivermectin. Phổ của nó bao gồm: Haemonchus, Ostertagia, Trichostrongylus, Cooperia, và các loài Oesophagostomum và Dictyocaulus viviparus, Dermatobia hominis, Boophilus microplus và Psoroptes bovis, trong số nhiều loài ký sinh bên ngoài và vi khuẩn khác. Nó có sẵn dưới dạng thuốc tiêm và dung dịch tại chỗ 5 mg/ml.
Doramectin cũng được bán ở nhiều nước Mỹ Latinh và một số nước châu Á và châu Phi với tên Doramec LA (được sản xuất bởi Agrovet Market Animal Health ) trong dung dịch tiêm truyền dài Doramectin 1% cho gia súc, cừu, lợn  và các loại khác. Người vận chuyển đáng gờm của nó trao cho Doramec LA một sự giải phóng chậm và kéo dài, kéo dài hành động của nó lên đến 42 ngày.
Doramectin cũng có sẵn cho ngựa  dưới dạng gel uống, có hương vị, có khả năng sinh học dưới tên Doraquest LA oral Gel. Nó có thể được sử dụng để kiểm soát và điều trị ký sinh trùng nội như giun tròn, giun phổi và một số ký sinh trùng bên ngoài.